# Rheinbrücke Ottmarsheim
Die Rheinbrücke Ottmarsheim ist ein Rhein- und Grenzübergang zwischen dem deutschen Steinenstadt und dem französischen Ottmarsheim bei Rheinkilometer 194,3. Sie verbindet im südlichen Baden die deutsche Bundesautobahn 5 mit der französischen Autobahn A36. Rund 14.790 Fahrzeuge passierten 2003 täglich die Autobahnbrücke.

## Geschichte
Mit einem Staatsvertrag vereinbarten am 17. November 1977 die Französische Republik und die Bundesrepublik Deutschland den Bau der Grenzbrücke. Das gesamte Bauwerk wurde von Frankreich als Bauherr unter Anwendung französischer Vorschriften und Normen nach einem Entwurf der französischen Autobahnverwaltung SETRA (Service d’Etudes Techniques des Routes et Autoroutes) durch französische Bauunternehmen errichtet. Die Baukosten trugen die Vertragspartner je zur Hälfte. Das Bauwerk wurde 1981 als Teil der Bundesautobahn 862 dem Verkehr übergeben.

## Konstruktion

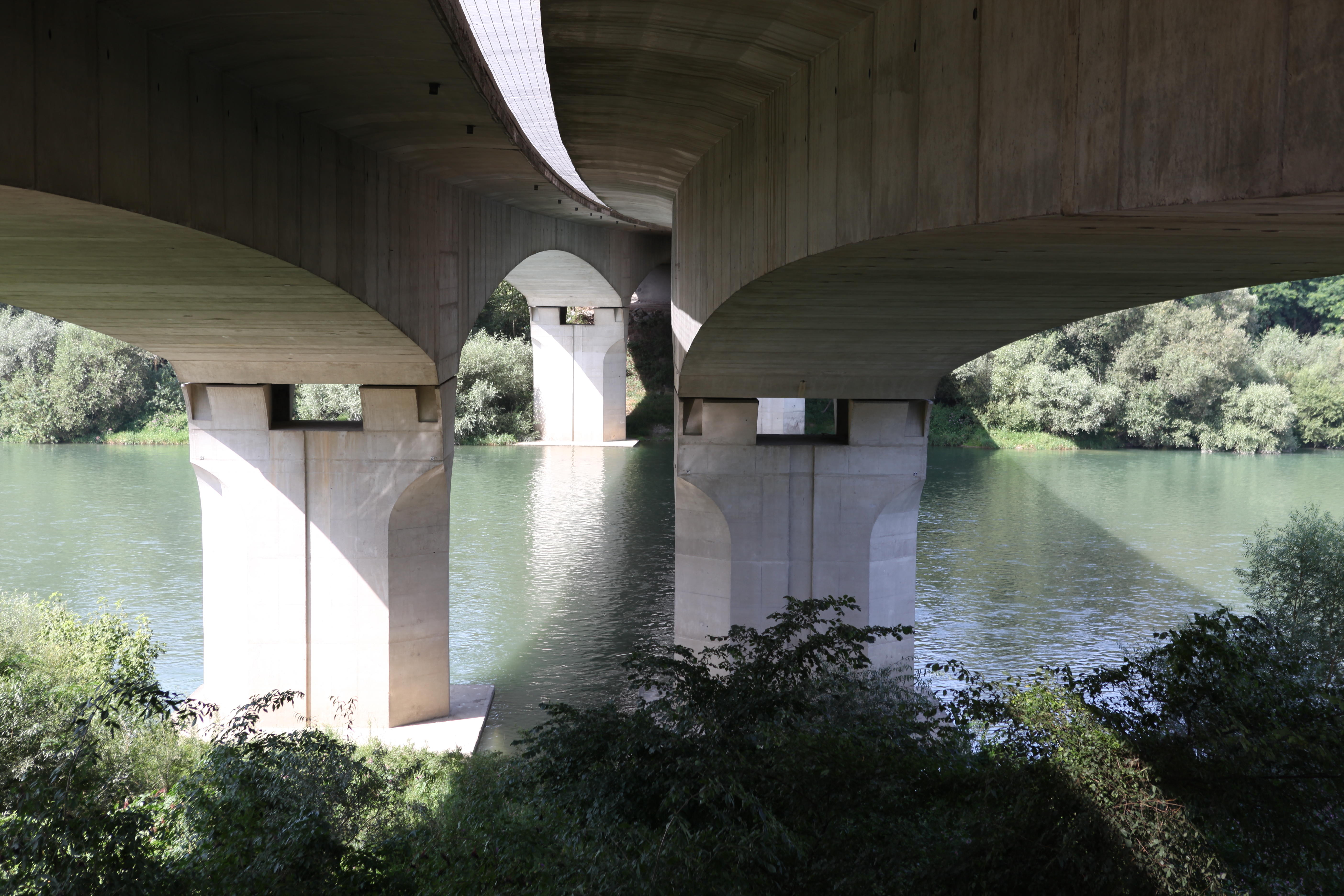
Brückenuntersicht

Die Herstellung der Brücke erfolgte 1977–1979 im Freivorbau mit Segmentfertigteilen.
Die 250 Meter lange Balkenbrücke ist eine dreifeldrige, im Grundriss gekrümmte Spannbetonkonstruktion, die aus 13,5 Meter breiten Überbauten für die drei Fahrstreifen jeder Richtungsfahrbahn besteht. Die Stützweiten betragen 70 Meter bei den Randfeldern und 110 Meter bei dem mittleren Feld. Der Überbau ist als Hohlkasten gevoutet ausgebildet, dessen Höhe zwischen 7,0 Meter über den Pfeilern und 2,5 Meter in Brückenmitte variiert.
Im Westen folgt der Rheinbrücke im Verlauf der A36 eine Spannbetonbrücke über den Rheinseitenkanal (Grand Canal d’Alsace), die 429,5 Meter lang ist und eine maximale Stützweite von 171,9 Meter hat. Das Bauwerk wurde mit Segmentfertigteilen gebaut, die größtenteils aus Leichtbeton bestehen.